# 紀堯姆·帕特里
紀堯姆·帕特里（法語：Guillaume Patry；1982年6月19日—）或圭洛姆·帕特里，加拿大魁北克出身，母語為法語及加拿大英語，前職業遊戲選手，現為上班族及韓國演藝人員。
1998年－2000年帕特里是《星際爭霸》早期的職業選手，總能冷靜地應對比賽，又以外國人形象當任職業選手在當時的韓國廣為人知。長期在韓國生活韓語也能自由對談的關係2014年7月至今於JTBC所製作的綜藝節目《非首腦會談》中參與演出，2015年2月起新旅遊綜藝節目《我朋友的家在哪裏》中的中國、比利時、加拿大、韓國篇等節目活躍中。

## 選手歷史
電競選手時期隸屬於AMD Dream Team和Hexatron Dream Team團隊。紀堯姆在遊戲裡帳號為X~ds-grrr...
，在初代選手中他靈活善用蟲族角色後期則轉使用神族為主，相較於韓國選手們紀堯姆的手速及控制能力較慢，儘管如此他還是能已出其不意的戰術與分析來贏得比賽，星際爭霸初期（1998~2000年）在韓國獲得「世界最強」稱號，當時更被評為最成功的外國電競選手。2000年2月起開始在韓國以職業選手身份活動，2000年第一電信與Tooniverse聯盟比賽中獲得優勝的紀堯姆更是打響了名聲。根據 FOMOS報導紀堯姆第一次在Royalroader或ONG比賽上的紀錄都無法正式證實，然而在2001年2月起經歷了技術逐漸下滑衰退，最終在2004年7月隱退幕後。

## 演出作品

### 電視劇
- 善巖女高偵探團（2015年，JTBC）

### 綜藝
- 非首脑会谈（2014年，JTBC）
- 我朋友的家在哪裏（2015年，JTBC）
- 魔鬼的計謀（2023年，Netflix）

## 外部連結
- 紀堯姆·帕特里的Instagram帳戶